# Habsburgse erflanden

De Habsburgse erflanden.
De Oostenrijkse gebieden.
De landen van de Boheemse Kroon.
Graafschap Görz.

De Habsburgse erflanden of  Oostenrijkse erflanden (Duits: Habsburgische Erblande) bestonden uit een aantal gebieden in Oostenrijk, Slovenië, Italië, Tsjechië, Polen en Duitsland, die lange tijd werden geregeerd door Habsburgse vorsten uit het huis Habsburg.
Het begrip 'erflanden' is na verloop van tijd uitgebreid, toen de Habsburgers meer landen aan hun bezittingen toevoegden. Er waren echter ook landen die wel werden geregeerd door vorsten uit het Habsburgse huis, maar die niet tot de 'erflanden' hebben behoord. Hongarije, de Oostenrijkse Nederlanden en de Habsburgse bezittingen in Spanje en Italië werden nooit tot de 'erflanden' gerekend. 
De erflanden vormden geen politieke eenheid en hadden geen eigen regering. Het begrip werd vooral gebruikt om een deel van de Habsburgse gebieden te beschrijven.

## De oorspronkelijke erflanden
In de 15e eeuw bestonden de erflanden uit de volgende gebieden:
- aartshertogdom Oostenrijk beneden de Enns
- aartshertogdom Oostenrijk boven de Enns
- graafschap Tirol
- hertogdom Stiermarken
- hertogdom Krain
- hertogdom Karinthië

Vanaf 1500 werd ook het graafschap Görz tot de erflanden gerekend.

## De landen van de Boheemse Kroon
De landen van de Boheemse Kroon kwamen in 1526 aan de Habsburgers en werden een onderdeel van de Habsburgse monarchie. Oorspronkelijk werd de Boheemse koning door de landdag gekozen. In 1627 werd het Boheemse koningschap erfelijk verklaard. Vanaf die tijd begon er een langzame integratie met de Habsburgse erflanden en werden de Boheemse kroonlanden ook als erflanden aangeduid.

Aldus werden de erflanden uitgebreid met:
- koninkrijk Bohemen
- markgraafschap Moravië
- hertogdom Silezië